# Toéghin (Komsilga)
Pour les articles homonymes, voir Toéghin.
Toéghin est une localité située dans le département de Komsilga de la province du Kadiogo dans la région Centre) au Burkina Faso. En 2006, cette localité comptait 1 032 habitants dont 50,7 % de femmes.

## Santé et éducation
Le centre de soins le plus proche de Toéghin est le centre de santé et de promotion sociale (CSPS) de Komsilga tandis que le centre médical avec antenne chirurgicale (CMA) du secteur se trouve à Pissy, quartier de Ouagadougou.
Le village possède une école primaire publique.